# Karim Rashid
Karim Rashid (em Árabe كريم رشيد) (Cairo, 18 de Setembro de 1960) é um designer industrial egípcio. Obteve o bacharelato na Universidade de Carleton em Ottawa, Canada em 1982 e completou os seus estudos de pós-graduação em Itália.
“Nostalgia é uma palavra que não entra no vocabulário de Karim Rashid. Segundo ele, o mundo poderia ser bem diferente se o ser humano soubesse viver no presente, rodeado de locais, objetos e experiências inspiradoras e contemporâneas – MUDAR O MUNDO É MUDAR A NATUREZA HUMANA.”
Considerado um dos maiores nomes do design atual, o egípcio criado no Canadá, Karim Rashid possui em seu currículo dezenas de prêmios, entre eles, o Best Retail Store, em 2003 e ID Magazine's Annual Design Review 2003.
Para ele a imaginação não tem limites e sua ousadia de repensar o banal culminou na criação de muitas peças, como por exemplo, a lixeira que projetou para a Umbra que hoje faz parte do acervo do Museu de Arte Moderna de Nova Iorque, sob o nome de lixeira Garbino.
Defensor do design democrático ou “designocracia”, um termo utilizado pelo próprio Karim Rashid onde ele afirma que não faz design apenas para a alta classe, mas para todas as pessoas. Segundo ele, o design não é só algo visual ou estético, mas está por toda parte e representa o que realmente é o mundo contemporâneo.
Suas criações discutem, de forma geral, a convivência e mentalidade do século XXI, priorizando o convívio humano e tentando sempre facilitar ainda mais o dia-a-dia das pessoas.

## Vida pessoal
É casado com a engenheira química sérvia Ivana Purić.